# 楠谷町
楠谷町（くすだにちょう）は兵庫県神戸市兵庫区の町名。住居表示実施済区域。丁番の設定がない単独町名である。郵便番号652-0004。

## 地理
兵庫区の北東部、中央区再度筋町との境界に位置する。奥平野浄水場があり、神戸市水の科学博物館が有名。

## 歴史

### 地名の由来
郷土史家の意見によれば、楠木正成が自害したのは平野の楠谷町で、首実検した場所が湊川神社ではないかとのこと。現在の楠谷の地名も、楠木正成終焉の地であることから名づけられたとされる。
あるいは、「多聞通、橘通、楠町、楠谷町、以上は湊川神社の祭神大楠公に因縁を以て命名した事は勿論である（中略）楠谷町、これは平野の東、浄水池の上の谷の字名として古く伝わっていたのを用いたのである」とされる。
1917年（大正6年）1月に奥平野村字上楠・同字下楠・同字月の木から楠谷町が誕生する。

## 世帯数と人口
2021年（令和3年）12月31日現在の世帯数と人口は以下の通りである。
| 町丁   | 世帯数  | 人口  |
| ------ | ------- | ----- |
| 楠谷町 | 427世帯 | 761人 |

## 小・中学校の学区
市立小・中学校に通う場合、学区は以下の通りとなる。
| 番地 | 小学校               | 中学校                 |
| ---- | -------------------- | ---------------------- |
| 全域 | 神戸市立山の手小学校 | 神戸市立神戸生田中学校 |

## 交通

### 鉄道
町内に鉄道駅はない。

### バス
楠谷町の停留所が所在する。
| 系統 | 起点                   | 経由バス停             | 終点     |
| ---- | ---------------------- | ---------------------- | -------- |
| 7    | 市民福祉交流センター前 | 元町駅前 楠谷町 新開地 | 神戸駅前 |

### 道路
- 山麓線
- 掘割筋

## 施設
- 奥平野浄水場[9]
- 神戸市水の科学博物館[10]
- 神戸市内テレビ中継局神戸楠谷（神戸市水道局鉄塔）